# Arawa (djur)
Arawa är ett släkte av insekter, som ingår i familjen dvärgstritar och som förekommer i Nya Zeeland och Australien.
Släktet, som beskrevs 1975 av William James Knight utifrån ett specimen funnet i Nya Zeeland‚ omfattar åtta arter av dvärgstritar, där både honor och hanar uppvisar dimorfism. Enligt Australian Faunal Directory förekommer fem arter i södra Australien, varav två även förekommer i Nya Zeeland, som i sin tur har ytterligare tre endemiska arter. Släktet har fått sitt namn efter "Arawa", som var namnet på en av kanoterna som förde de första maorierna till Nya Zeeland.
Arter enligt Catalogue of Life:
- Arawa decoloratus
- Arawa detractus
- Arawa dugdalei
- Arawa novellus
- Arawa pulchra
- Arawa salubris
- Arawa variegata